# Kom Jesus, kom Immanuel
Kom Jesus, kom Immanuel är en gammal psalm med förmodat ursprung i en latinsk text från 1100-talet. Psalmen är översatt till engelska av John Mason Neale 1851 och fick sin svenska text av Anders Frostenson 1984.
Musiken "Veni Emmanuel" är en medeltida processionshymn för franska franciskanernunnor i arrangemang av Thomas Helmore 1856.
Texten bygger på många profetord. Titeln kommer från Jesaja 7:14: "Då skall Herren själv ge er ett tecken: Den unga kvinnan är havande och skall föda en son, och hon skall ge honom namnet Immanu El, 'Gud med oss'." Immanuel är 'Gud med oss' på hebreiska.
"Du som har nyckeln i din hand" syftar på Jes 22:22: "I hans vård skall jag lämna nyckeln till Davids kungahus. Där han öppnar skall ingen stänga, där han stänger skall ingen öppna" och ord ur Jesaja 9:6: "Väldet är lagt på hans axlar".
"Din stav" finns i den engelska texten i Jesaja 11:1 "rod" - stav. Vi har översättningen 'rot': "En gren skall växa ur Jishajs avhuggna stam, ett skott skall skjuta upp ur hans rot." Jishaj var kung Davids far.
"Morgonstjärna" syftar på ord i Lukas 1:79 "en soluppgång för dem som är i mörkret och i dödens skugga" i en annan översättning.

## Publicerad som
- Nr 423 i Den svenska psalmboken 1986 under rubriken "Advent".
- Nr 837 i Sång i Guds värld Tillägg till Svensk psalmbok för den evangelisk-lutherska kyrkan i Finland 2015 under rubriken "Kyrkoåret".